# Kim cương chử

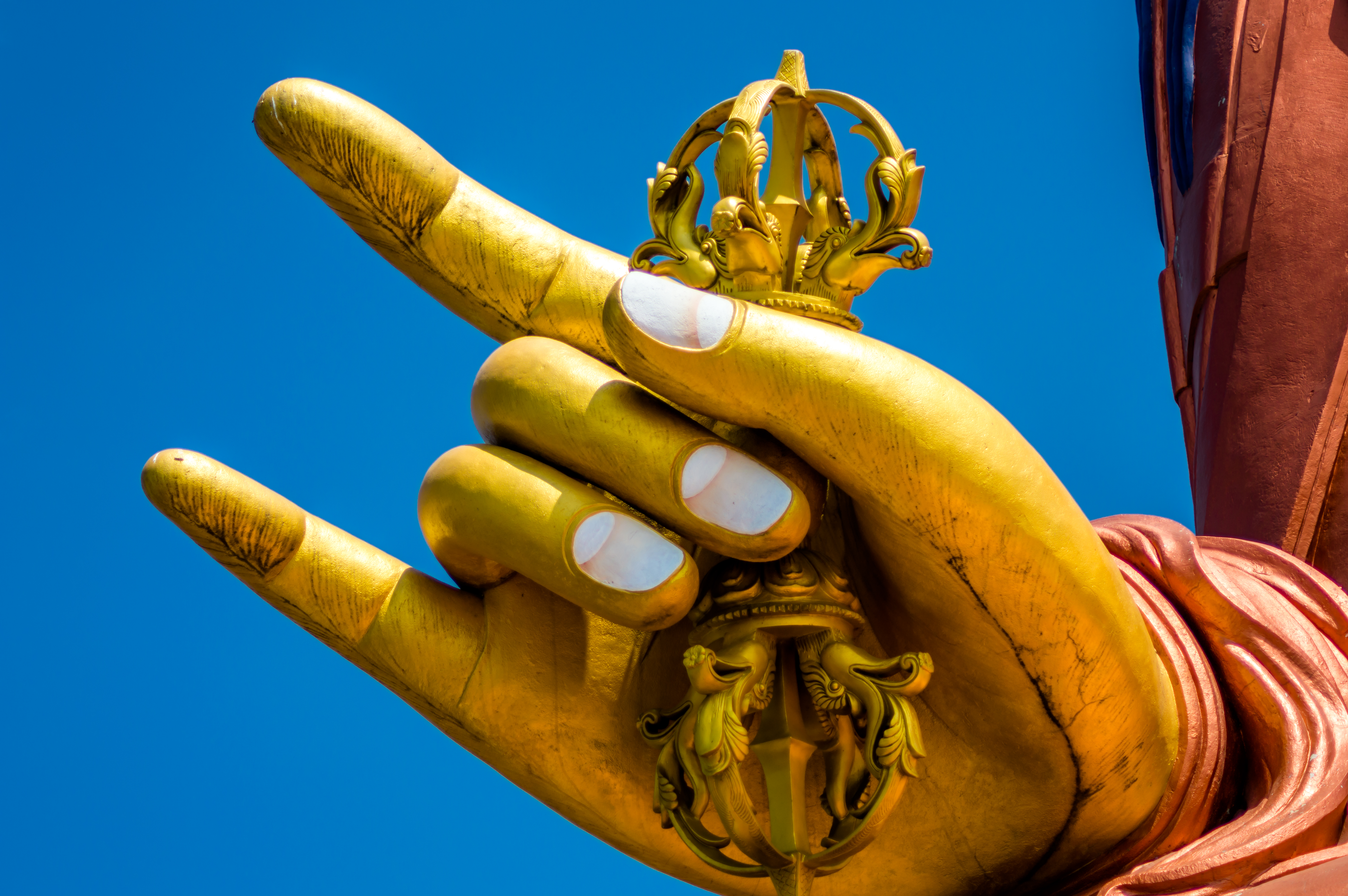
Kim cương chử trên tay của Đức Phật

Kim cương chử hay chày kim cương (tiếng Phạn: वज्र - vajra) là một trong những biểu tượng quan trọng của Phật giáo và Ấn Độ giáo. Đặc biệt, nó là biểu tượng của Kim cương thừa. Theo ngôn ngữ Tây Tạng thì nó có tên là dorje (Wylie: rdo-rje, ZMPY: dojê), cũng là một cái tên nam giới ở Tây Tạng và Bhutan. Dorje cũng có nghĩa là một cái vương trượng nhỏ được các vị lạt-ma Tây Tạng cầm ở bên tay phải trong các buổi lễ tôn giáo. Đây là một pháp khí có tính chất cứng rắn của kim cương, có thể cắt mọi vật thể khác mà không vật thể nào cắt được nó, đồng thời, nó có thêm sức mạnh vô địch của sấm sét. Do vậy, nó là biểu tượng cho tinh thần kiên định và uy lực tâm linh.

## Sử dụng

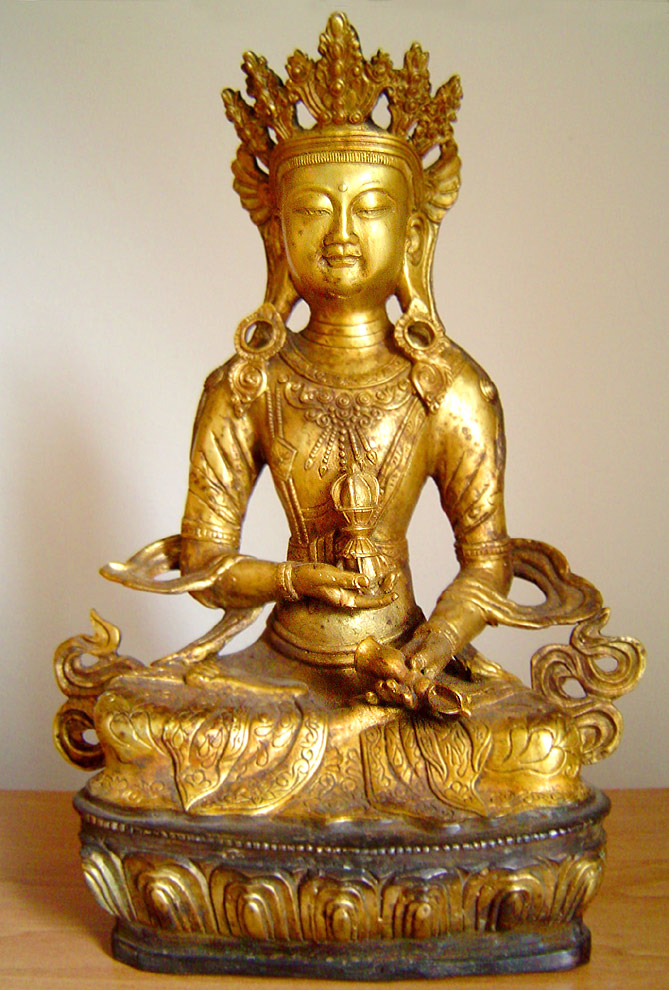
Đức Kim Cương Tát Đỏa (Vajrasattva) cầm kim cương chử ở tay phải và kiền trùy ở tay trái

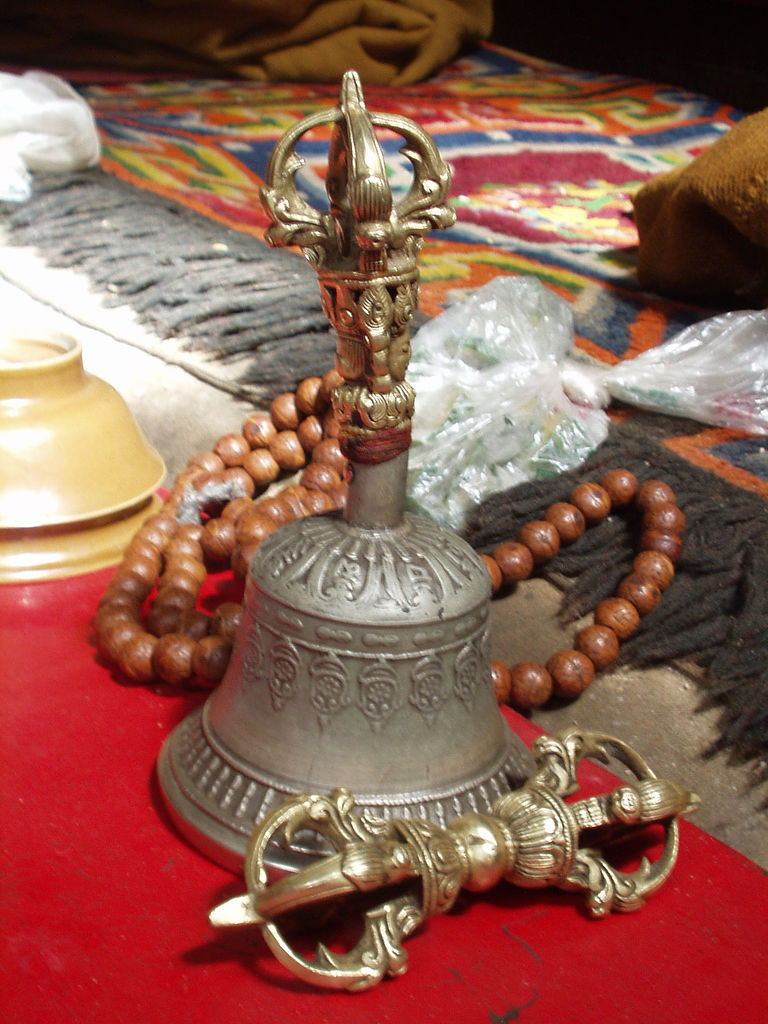
Tràng hạt, Kiền trùy và Kim cương chử (nằm ngoài cùng)

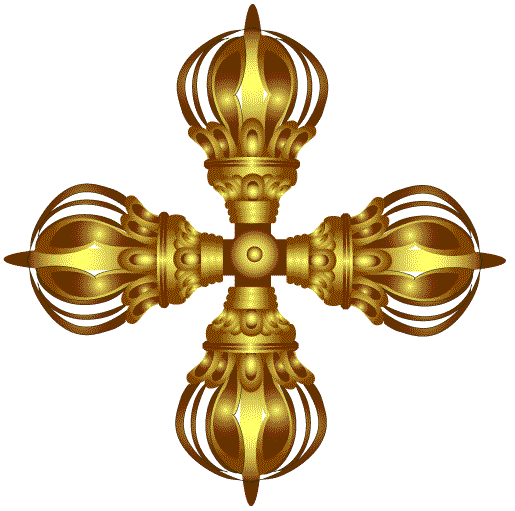
Kim cương chử trong bố cục của Mạn đà la

Trong các cuộc hành lễ Phật giáo Tantra, kim cương chử và kiền trùy là cặp pháp khí được sử dụng cùng nhau. Trong đó, kim cương chử tượng trưng cho yếu tố Nam, còn kiền trùy tượng trưng cho yếu tố nữ (có học giả cho rằng kim cương chử tượng trưng cho sinh thực khí nam còn kiền trùy (chuông) thì tượng trưng cho sinh thực khí nữ). Trên đỉnh của kiền trùy dùng trong nghi lễ Phật giáo Tantra cũng có gắn một kim cương chử (đơn) với vai trò cán chuông, pháp khí này được gọi là vajraghanta (chuông kim cương)). Kim cương chử còn được phối cặp với hoa sen, trong đó, kim cương chử biểu thị dương và kiến thức, còn hoa sen biểu thị âm và lý tính.
Hình ảnh 2 kim cương chử song trùng đặt chéo nhau có thể tạo nên bố cục cơ bản của Mạn đà la, tạo thành 4 điểm biểu thị 4 phương của vũ trụ. Nó cũng xuất hiện qua nhiều hình dáng như một trong những vòng bảo vệ chung quanh phần trung tâm của Mạn đà la. Kim cương chử thường được đúc bằng đồng và được mạ vàng. Có nhiều loại Kim cương chử nhưng loại phổ biến nhất là Kim cương chử ba ngạnh. Loại này có thể được so sánh với cây đinh ba thường được dùng ở Ấn Độ để tượng trưng cho uy quyền. Kim cương chử còn là vũ khí ưa thích của thần Indra trong điện thờ Ấn giáo.

## Phân loại
- Kim cương chử một mũi nhọn: loại này chỉ có một mũi nhọn ở phía tay cầm. Kim cương chử này tượng trưng cho sự kết hợp giữa thế giới vật chất và thế giới tinh thần. Trong các phái Mật tông, loại này chỉ được dùng bởi các nhà sư sơ cấp và biểu thị cho thực thể Duy nhất của Pháp.
- Kim cương chử hai mũi nhọn: loại này biểu thị tính nhị nguyên đối đãi của hình tướng ngoại vật. Tuy nhiên, loại này rất ít khi được sử dụng hay biểu thị.
- Kim cương chử ba mũi nhọn: đây là loại thường thấy nhất. Nó có 3 mũi nhọn ở mỗi đầu hoặc là khum, cong chụm đầu vào giữa, hoặc là hai mũi ngoài cong, khum vào mũi thẳng ở giữa. Ba mũi này biểu thị tam bảo: Phật, Pháp, Tăng và tam mật: Ngữ, Ý, Hành. Trong loại này có luân hồi thiền trượng (Karmavajra) là loại được tạo thành bởi hai thiền trượng kép với ba mũi nhọn xếp thành hình chữ thập. Nó tượng trưng cho diệu đế và tương ứng với Pháp luân. Nó còn được gọi là visvavarna - vajra.
- Kim cương chử bốn mũi nhọn: loại này ít được thấy. Nó tượng trưng cho 4 biến cố lớn trong đời Phật Cồ Đàm, bốn kỳ phổ độ Phật pháp và bốn Đại Phật.
- Kim cương chử năm mũi nhọn: tượng trưng cho năm loại minh trí, Ngũ trí Như Lai và theo Louis Frédéric, nó còn tượng trưng cho 5 nguyên tố[2].
- Kim cương chử chín mũi nhọn: loại này khá hiếm thấy, chủ yếu bắt gặp ở Tây Tạng. Ý nghĩa của nó có thể tượng trưng cho Ngũ trí Như Lai (Jinas) và bốn vị Bồ Tát.